# Raymond Passot
Raymond Passot est un des pionniers de la chirurgie plastique réparatrice.

## Biographie
Raymond Passot est interne à partir de 1910 dans le service du professeur Morestin. En 1913, il soutient sa thèse sur les méningites et états méningés septiques d’origine otitique.  
Il travaille avec le Pr Morestin sur la réparation chirurgicale des gueules cassées de la première guerre mondiale.  
En 1919, il présente devant l'académie de médecine un travail sur le lifting facial. Dans son ouvrage Sculpteur de visages, paru en 1933, il justifie la pratique de la chirurgie esthétique, sur un corps sain, par la thérapie des névroses et la prévention des suicides. 
Il meurt subitement en 1933. 

## Publications
- R. Passot (1933)  Sculpteurs de visages. Les secrets de la chirurgie esthétique. 8 ème édition, Paris, Denoël et Steele
- R. Passot (1931), Chirurgie esthétique pure : (technique et résultats), éditeur G. Doin & cie, Paris, Collection des actualités de médecine pratique, ISSN 2429-277X